# Vihar Béla műveinek listája

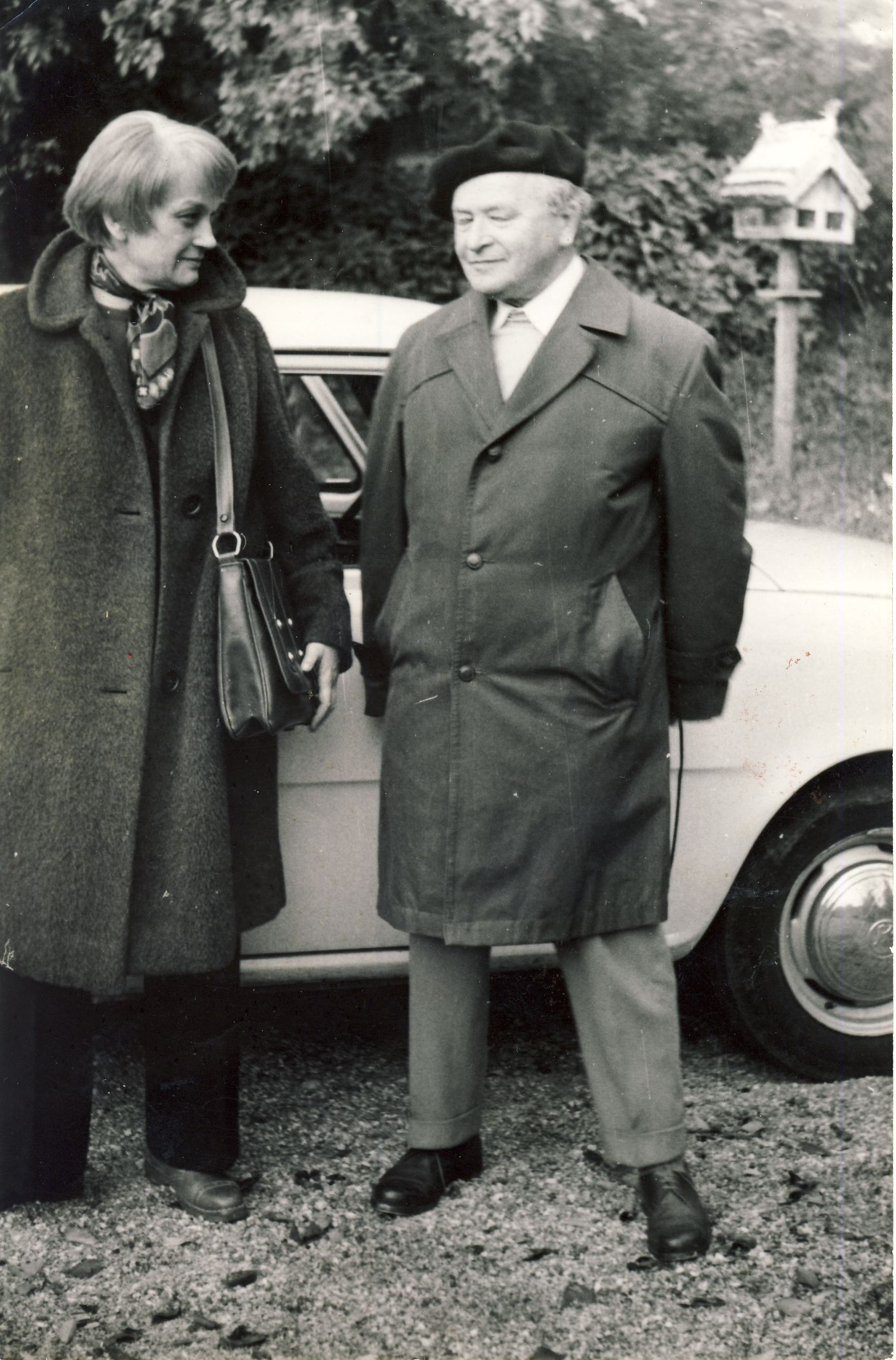
Vihar Béla Nemes Nagy Ágnessel

Ez a lista Vihar Béla költő, újságíró, író műveit tartalmazza.

## Vihar Béla írásainak bibliográfiája

### Önálló könyvek
- Sárga könyv. Adatok a magyar zsidóság háborús szenvedéseiből. 1941-1945. Emprezo-Papel kiadás, 1945. Sao Paolo, Hechaluc kiadás, 1945. Budapest. Ismertetve: Neues Oesterreich (Karl Reiter), Új Élet (Schöner Alfréd), Új Szó 1947. 5. 27. (Gergely Sándor), Tochija 22. szám 1945. 12. 11.
- Komlós Aladár - Vihar Béla: A kincsőrző fa. Zsidó mesék és elbeszélések. Országos Izraelita Tanítóegyesület kiadása. Bp. é.n.
- Vihar Béla: A csodálatos hajó. Zsidó mesék. Izr. Magyar Irodalmi Társulat Bp. é.n.
- Szovjet-jiddis költészet. Cserépfalvi, Bp. 1947. (Tanulméány és versek). A verseket fordította: Gáspár Endre, Kardos László, Komlós Aladár, Radó György és Vihar Béla. Ismertetve: Új Élet 1948. 4. 18. 11. o.
- Út önmagadtól. 1933. Ismertetve: Magyar Zsidó Szemle 1935/1–6: 69–70 (Guttmann Ferenc), Mi Utunk 1933/2: 44 (be = Bajomi Lázár Endre), Napkelet 1933: 521–3 (Vajthó László).
- Betűk békességében. 1941. Ismertetve: Libanon 1941: 94–5 (Zsoldos Jenő), Múlt és Jövő 1942: 15 (Komlós Aladár), Népszava 1942/113 [05.21]: 7 (-d).
- Új életünk a magyar költészetben. Útmutató a Városi és Falusi Előadók Számára 96. Budapest, 1953. Művelt Nép Könyvkiadó. 53. l. [Illés Jenővel.]
- A szovjet katona a magyar irodalomban. Útmutató az ismeretterjesztő előadások előadói számára. Társadalom  és Természettudományi Ismeretterjesztő Társaság, Budapest, 1954. 73 l. Ismertetve: Irodalmi Újság 1954/6.
- A szerelem születése. Versek. Szépirodalmi Könyvkiadó, Budapest, 1958. 151 l. + 1 t. Ismertetve: A Könyvtáros 1958/5: 388–9 (-ká-), Élet és Irodalom 1958/17 [04.25]: 9 (Kemény György), Esti Hírlap 1958/108 [05.10] (Gy. E. = Gyertyán Ervin [?]), Kortárs 1958: 946–7 (Jankovich Ferenc), Könyvbarát 1958: 229 (-ká-), Magyar Nemzet 1958/75 [03.29] : 7 (Kardos László), Népszava 1958/10 (05.11) (n.), Pesti Műsor 1958/14, Tájékoztató a megjelenő könyvekről 1958/2 (Író a könyvéről), Új Élet 1958/15 [08.01]: 5 (A. = Antal Gábor).
- Baráti asztal. Versek. Magvető Könyvkiadó, Budapest, 1960. 133 l. Ismertetve: A Könyvtáros 1960: 307–8 (Győry Dezső), Élet és Irodalom 1960/11 [03.11]: 7 (Gyertyán Ervin), Jelenkor 1960/1: 93 (Tersánszky Józsi Jenő), Jelenkor 1960/4: 136–8 (Várady Géza), Kortárs 1960/7: 149–52 (Juhász Mária: A társadalmi gyökértelenség költészete), Könyvbarát 1960: 179–80 (Győry Dezső), Magyar Nemzet 1960/76 [03.30], Népszabadság 1960/71 [03.24]: 8 (Hárs György), Népszava 1960/58 [03.09]: 4 (Simon István), Ország-Világ 1960/10 (b.e. = Barát Endre).
- Alkotók dicsérete. Nógrád Megye Művelődési Osztálya, Salgótarján, 1961. 17 l. [Jobbágy Károllyal és Polgár Istvánnal.] Ismertetve: Élet és Irodalom 1961/10.
- Önarckép, 1962. Versek. Magvető, Budapest, 1962. 102 l. Ismertetve: A Könyvtáros 1962: 684–5 (Katona Jenő), A Könyv 1962/9: 27 (Kispéter András), Élet és Irodalom 1962/49 [12.08]: 6 (Kelemen János), Magyar Nemzet 1962/197 [08.24]: 4 (Györe Imre), Ország-Világ 1962/40 (Tersánszky J. Jenő), Új Élet 1962/16 (–l.), Új Írás 1962: 1437–8 (Farkas László.)
- A négy felelet. Versek. Szépirodalmi Könyvkiadó, Budapest, 1965. 146 l. + 1 t. Ismertetve: Alföld 1966/1: 87–8 (Fülöp László), A Könyv 1965/8: 287–8 (Pálmai Kálmán), Élet és Irodalom 1965/21 [05.22]: 4 (Kelemen János), Kortárs 1966: 833–4 (Kispéter András), Kritika 1966/3: 64 (Seres József), Magyar Nemzet 1965/138 [06.13]: 13 (Sós Endre), Napjaink 1965/9 (s. a.), Népszava 1965/185 [08.07] (G. Sz. L. = G. Szabó László), Ország-Világ 1965/27 (Somlyó György), Tiszatáj 1966: 860–6 (Kabdebó Lóránt).
- Párbeszéd az idővel. Válogatott és új versek. Szépirodalmi Könyvkiadó, Budapest 1968. 269 l. + 1 t. Ismertetve: Alföld 1968/10: 88–90 (Kardos Pál), Jelenkor 1968: 1062–5 (Seres József), Kortárs 1969: 1670–1 (Vasy Géza), Magyar Nemzet 1968.08.11: 13 (g. i. = Gábor István), Napjaink 1969/5: 11 (Müller Magda), Palócföld 1969/1: 77–9 (Paku Imre), Tiszatáj 1968: 1064 (Pályi András), Új Élet 1968/11: 5 (Zsadányi Oszkár), Vigilia 1969: 55–7 (Rónay György).
- Kígyóének. [Versek.] Szépirodalmi Könyvkiadó, Budapest, 1970. 106 l. + 1 t. Ismertetve: Élet és Irodalom 1970/47: 11 (Alföldy Jenő), Életünk 1971/3: 285 (Paku Imre), Könyvtájékoztató 1970/9: 13 (Kartal [Zsuzsa]), Kritika 1971/2: 56–7 (Rónay László), Magyar Hírlap 1970.11.06: 6 (G. Sz. L. = G. Szabó László), Magyar Nemzet 1970.11.01: 13 (Antal Gábor), Népszabadság 1970.11.13: 7 (F. R. = Falus Róbert), Népszabadság 1970.12.05: 7 (Párkány László), Tiszatáj 1971/1: 76–7 (Németh S. Katalin), Új Élet 1970/22: 5 (A. G. = Antal Gábor).
- Küzdelem az Angyallal. [Versek.] – Az utas. – A Malom utca. [Hangjátékok.] Szépirodalmi Könyvkiadó, Budapest, 1973. 132 l. + 1 t. Ismertetve: Élet és Irodalom 1973/50: 11 (Lengyel Balázs), Életünk 1976/2: 178–9 (Paku Imre), Kortárs 1974/4: 657–8 (Németh S. Katalin), Magyar Hírlap 1974.04.13 mell.: 4 (Erdélyi K. Mihály), Magyar Nemzet 1974.07.07: 13 (A. G. = Antal Gábor), Népszabadság 1973.11.02: 7 (F. R. = Falus Róbert), Népszava 1974.05.05: 8 (Rónay László), Új Írás 1974/8: 127–8 (Gyertyán Ervin); Lengyel Balázs: Verseskönyvről verseskönyvre. Budapest, 1977: 65–72.
- Szamárháton. [Versek.] Szépirodalmi Kiadó, Budapest, 1976. 132 l. + 1 t. Ismertetve: Élet és Irodalom 1976/37: 11 (Alföldy Jenő), Népszava 1976.08.28: 8 (S. Benedek András), Új Élet 1976/10: 5 (László Zsigmond), Kortárs 1977/2: 322–4 (Szabolcsi Gábor), Magyar Nemzet 1976.11.28: 13 (Nógrádi Gábor), Magyar Hírlap 1976.05.09: 10 (P. B. = Pomogáts Béla), Vigilia 1976/6: 414–5 (Síki Géza).
- Egy katona megy a hóban. Válogatott és új versek. Szépirodalmi Könyvkiadó, Budapest, 1978. 241 l. Ismertetve: Élet és Irodalom 1978/50: 11 (Lengyel Balázs), Kortárs 1978/11: 1834–5 (Németh S. Katalin), Magyar Hírlap 1978.09.03: 10 (Szabolcsi Gábor), Magyar Nemzet 1978.09.24: 13 (Antal [Gábor]), Népszabadság 1978.06.13: 7 (Bata Imre), Népszabadság 1978.06.21: 7 (Seres József), Népszava 1978.06.10: 6 (Mikes Tamás), Palócföld 1978/5: 277–8 (Csongrádi Béla), The New Hungarian Quarterly 1978/72: 158–62 (Ferenczi László); Lengyel Balázs: Verseskönyvről verseskönyvre. Budapest, 1982: 85–88.
- Az alkonyat kapujában. [Versek.] Szépirodalmi Könyvkiadó, Budapest, 1980. 64 l. Ismertetve: Népszabadság 1980.05.28: 7 (Szabolcsi Gábor).
- Elröppent lakodalom. [Versek.] (Szerk. Vihar Béláné.) Szépirodalmi Könyvkiadó, Budapest, 1984. 225 l. Ismertetve: Alföld 1985/10: 73–5 (D. Rácz István), Élet és Irodalom 1985/8: 11 (Alföldy Jenő), Evangélikus Élet 1985/9: 4 (Bozóky Éva), Új Élet 1984/21: 5 (Kecskeméti György), Új Tükör 1984/39: 23 (Feleki László).
- Mese Élijáhuról. Komlós Aladár és Vihar Béla zsidó népmese-feldolgozásai; válogatta: T. Aszódi Éva; Múlt és Jövő, Bp., 1998.
- A szíjak között. Válogatott versek. Utószó: Gergely Ágnes; Széphalom Könyvműhely, Bp., 1998.
- Tiborc és Ahasvér. Versek, prózák, emlékek; összeállította: Kőbányai János; Múlt és Jövő, Bp., 2017. (Múlt és Jövő Klasszikusok)
- A korsó és a kő (1977). Versek. Szöveggondozó: Mártonfi Attila. Napkút, Bp., 2018.

### Versek
- Petőfi. Irodalmi Újság 1952/6.
- Petőfi. Pajtás 1954/1–2.
- Csokonai a Vérmezőn. Irodalmi Újság 1955/1.
- A Tékozló. [Tersánszky Józsi Jenőről.] Élet és Irodalom 1963/37.

### Antológiabeli megjelenések
- A csodaszarvas nyomában. A legszebb ezer vers költészetünk nyolc évszázadából. (szerk. Makkai Ádám). Tinta Könyvkiadó, Bp. 2002. 723-730. l.
- E. Fehér Pál–Garai Gábor (szerk.): Mai magyar költők antológiája. A Magyar Irodalom Gyöngyszemei. Móra Ferenc Könyvkiadó, Budapest, 1966. 473 l.
- Szép versek 1966.
- Illés Lajos (szerk.): Új kor nyitánya. Magyar írók és költők a Nagy Októberi Szocialista Forradalomról. 1917–1967. Szépirodalmi Kiadó, Budapest, 1967. 699 l.
- Kormos István (szerk.): Szerelmes ezüst kalendárium. Háromszázhatvanöt költő háromszázhatvanöt verse. Kozmosz Könyvek. Kossuth Kiadó, Budapest, 1967. 523 l.
- Zöld levelecske. Versek gyerekeknek. Móra Ferenc Könyvkiadó, Budapest, 1967. 223 l. + 4.
- Szép versek 1967.
- Komlós Aladár (szerk.): Verses Budapest. A Magyar Irodalom Gyöngyszemei. Kozmosz Könyvek. 1968. 487 l.
- Szép versek 1968.
- Erdős István (szerk.): Napsütésben. Válogatás a felszabadult Nógrád megye 25 évének irodalmából. Salgótarján, 1969. 102 l.
- Szép versek 1969.
- Pomogáts Béla (szerk.): Májusfák. Magyar líra 1945–1948. A Magyar Irodalom Gyöngyszemei. Kozmosz, Budapest, 1970. 379 l.
- Gárdonyi Béla–Kárpáti Kamil (szerk.): Versmondók könyve 1971. Megyei Tanács, Győr, 1971. 336 l.
- Szép versek 1971.
- Bényei József (szerk.): Hortobágy mellyéke. Versek Hajdú-Biharról. Hajdú-Bihar Megyei Tanács, Debrecen, 1972. 278 l.
- Király István et al. (szerk.): Hét évszázad magyar versei I–III. Szépirodalmi Könyvkiadó, Budapest, 1972. 4. kiadás. 1068+1206+1174 l.
- Szalontay Mihály (szerk.): Szép szó. Táncsics Kiadó, Budapest, 1972. 431 l.
- Szép versek 1972.
- Bényei József (szerk.): Vallomások Csokonairól. = Alföld 1973/11.
- Szép versek 1973.
- Batári Gyula (szerk.): Írók könyvek közt. Kortárs magyar írók vallomásai olvasmányaikról. Népművelési és Propaganda Intézet, Budapest, 1974. 251 l.
- Juhász Ferenc–Pomogáts Béla (szerk.): Mai magyar költők antológiája. A Magyar Irodalom Gyöngyszemei. Móra Ferenc Könyvkiadó, Budapest, 1974. 484 l.
- Szép versek 1974.
- Fűkő Dezső (szerk.): Templomablak. Istenes versek és műfordítások. Református Zsinati Iroda Sajtóosztálya, Budapest, 1975. 2. kiadás. 359 l.
- Gáti Ödön et al. (szerk.): Mementó. Magyarország 1944. Tanulmányok, visszaemlékezések és antológia. Nácizmus Üldözötteinek Bizottsága–Kossuth Kiadó, Budapest, 1975. 359 l. + 8 t.
- Remete László (szerk.): Örök május. Május elseje az irodalom tükrében. Kossuth Kiadó, Budapest, 1975. 512 l.
- Szép versek 1975.
- Makoldi Mihályné (szerk.): Családi kör. Táncsics Kiadó, Budapest, 1976. 244 l. + 4 t.
- M. Pásztor József (szerk.): Búvópatakok. A két világháború közötti baloldali folyóiratok szerkesztőinek, munkatársainak emlékezései. Irodalmi Múzeum. Népművelési és Propaganda Intézet, Budapest, 1976. 226 l.
- Szép versek 1976.
- Baranyi Ferenc (szerk.): Szimfónia. 30 év lírai története. A Magyar Irodalom Gyöngyszemei. Móra Ferenc Könyvkiadó, Budapest, 1977, 476 l.
- Borbély Sándor (szerk.): Beszélgetés a forradalommal. Versmondók könyve. Móra Ferenc Könyvkiadó, Budapest, 1977. 136 l.
- Fodor András (szerk.): Verses országjárás. A Magyar Irodalom Gyöngyszemei. Kozmosz, Budapest, 1977. 452 l.
- Sík Csaba: Mindenkori mesterek. Magvető, Budapest, 1977. 571 l.
- Szép versek 1977.
- Alföldy Jenő (szerk.): Versek a zsebben. Móra Ferenc Könyvkiadó, Budapest, 1978. 229 l.
- Mezei András (szerk.): Ditirambus a nőkhöz. Irodalmi válogatás a nemzetközi nőnap, az anyák napja és a gyermeknap ünnepi műsoraihoz. Kossuth Kiadó, Budapest, 1978. 2. kiadás. 287 l.
- Szép versek 1978.
- Gerő János (szerk.): Hétköznapok. Táncsics Kiadó, Budapest, 1979. 385 l. + 16 t.
- Kelemen Sándor (szerk.): A kívánságfa. Mesék, gyermekversek. Móra Ferenc Könyvkiadó, Budapest, 1979, 249 l.
- Király István et al. (szerk.): Hét évszázad magyar versei I–IV. Szépirodalmi Könyvkiadó, Budapest, 1979. 5. kiadás. 1084+947+873+806 l.
- Hernádi Sándor–Grétsy László (szerk.): Nyelvédesanyánk. Idézetgyűjtemény és antológia. Móra Ferenc Könyvkiadó, Budapest, 1980. 373 l.
- Szakolczay Lajos (szerk.): Megtartó varázslat. Költők József Attiláról. Magvető, Budapest, 1980. 438 l. + 16 t.
- Kovács Sándor Iván (szerk.): Rendületlenül. Magyar költők versei történelmünk nagyjairól. Móra Ferenc Könyvkiadó, Budapest, 1981. 365 l.
- Varga Lajos (szerk.): „Rólunk is szólnak…” Sárospatak bemutatkozik. Versgyűjtemény. Magyar Villamosművek, Sárospatak, 1982. 57 l.
- Lukács László (szerk.): Innen és túl. Versek az Isten-kereső emberről. Vigilia Könyvek. Vigilia, Budapest, 1984. 795 l.
- Tabák András (szerk.): Fegyvert s bátor szívet. Válogatás hat évszázad magyar katonaverseiből. Zrínyi Kiadó, Budapest, 1984. 614 l.
- Pomogáts Béla (szerk.): Májusfák. A Magyar Irodalom Gyöngyszemei. Móra Ferenc Könyvkiadó, Budapest, 1985. 2. kiadás. 372 l.
- Vas István (szerk.): Magyar költők. XX. század I–III. Magyar Remekírók. Szépirodalmi Könyvkiadó, Budapest, 1985. 743+869+911 l.
- Linka Ágnes (szerk.): Sárga ernyő. Versek a tárgyakról. Móra Ferenc Könyvkiadó, Budapest, 1987. 244 l.
- Tenke Sándor (szerk.): Új aranyhárfa. Versek gyülekezeti és keresztyén családi alkalmakra. Református Zsinati Iroda, Budapest, 1987. 441 l.
- Kárpáti Béla: Miskolci irodalom, irodalom Miskolcon. Művészeti és Propaganda Iroda, Miskolc, 1989. 300 l.
- Molnár Géza (szerk.): Látkép a hegyről. A Nagy Lajos Irodalmi Társaság antológiája. Magvető, Budapest, 1989. 494 l.
- Simon Zoltán (szerk.): „…pásztori város, magyar Hajdúnánás.” Írók, írások városunkról. Nánási Füzetek 5. Városi Tanács, Hajdúnánás, 1989. 75 l.

### Cikkek, tanulmányok
- Kaffka Margit miskolci emléke. [Az 1902 és 1906 közötti évekről.] Felsőmagyarországi Tanügy 1940: 80–2.
- Eszmék és értékek. Szilágyi Géza 70. születésnapjára. Új Élet 1945/7: 6.
- Pap Károly útja. Új Gondolat 1947: 11–2.
- Eszmék és értékek. [Szilágyi Gézáról.] Új Élet 1945/7.
- Móricz Zsigmond a Szabad Föld Téli Estén. Művelt Nép 1951/12.
- Az irodalom útja a néphez. Az irodalomnépszerűsítési munka szervezési és módszertani kérdéseiről. Irodalomtörténet 1952: 248–54.
- Tóth Árpád. A Könyvtáros 1956: 277–8. Könyvbarát 1956/4: 7–8.
- Gondolatok a versről. A Könyvtáros 1957: 273–5. Könyvbarát 1957/4: 1–3.
- Heltai Jenő (1871–1957). A Könyvtáros 1957: 370. Könyvbarát 1957/5: 18.
- Könyv és lélek. [Könyvélményeiről.] A Könyvtáros 1958: 36–8. Könyvbarát 1958: 4–6.
- Emlékezés Szilágyi Gézára. A Könyvtáros 1958: 619–20. Könyvbarát 1958: 363–4.
- „A császár katonája.” [Szép Ernőről.] A Könyvtáros 1958: 941. Könyvbarát 1958: 557.
- „Az újért hamvamat a maradék áldani fogja, tudom.” Kazinczy az iskolapolitikus. Köznevelés 1959: 423–5.
- Levél a Nagy Kérdésről. [A halál ábrázolása Madách, Illyés stb. műveiben.] Élet és Tudomány 1960: 1195–8.
- Nyolcvanéves Szemere Samu. Élet és Irodalom 1961/49.
- Temetés. [Reményi Béláról.] Élet és Irodalom 1962/41.
- A nagymama. Élet és Irodalom 1963/10.
- Egy falusi könyvünnepen. Élet és Irodalom 1963/23.
- Karinthy Frigyes szülőháza. Budapest 1968/3: 43.
- A Madách-gyűjtő püspök. [A balassagyarmati Szabó József evangélikus püspökről.] Élet és Irodalom 1970/21 [05.23]: 7.
- A szavak titkáról. [A műfordítás korlátairól.] Kritika 1970/12: 31–3.
- Fenyő László hetven éve született. Élet és Irodalom 1972/46: 2.
- [Kunszery Gyula-nekrológ.] Magyar Nemzet 1973.05.09: 4.
- Miskolc, ifjúságom. Napjaink 1973/9: 8, 1973/10: 8.
- [Ember Ervin-nekrológ.] Élet és Irodalom 1974/29: 8.
- [Vér Andor-nekrológ.] Élet és Irodalom 1976/14: 7. Magyar Hírlap 1976.04.02: 6. Népszabadság 1976.04.02: 9.
- Tisztelgés egy költő előtt. [Várkonyi Nagy Béláról.] Élet és Irodalom 1976/35: 8.
- A bajai „prométheuszi szikra”. [Irodalomtörténeti adatok Bajáról.] Magyar Nemzet 1976.02.05: 7.
- Ötven éve halt meg Bánóczi József. Új Élet 1976/22: 1.
- A Baross utcától a Damjanich utcáig. Visszaemlékezések. Budapest 1976/10: 28–30.
- Arany János áldásával… Emlékezés Bánóczi Józsefre. Irodalomtörténet 1977/3: 723–4.
- Két évtized a katedrán. Köznevelés 1977/13: 6–7.
- Az önmegvalósítás műhelyeiben. A Könyvtáros 1977/10: 613–4.
- [Szemere Samu-nekrológ.] Élet és Irodalom 1978/19: 2, Magyar Hírlap 1978.05.05: 8, Népszabadság 1978.05.05:7.
- Arcképvázlat az írástudóról. [Kardos Lászlóról.] Élet és Irodalom 1978/32: 7.
- A tisztaság üzenetével. Oravecz Paula köszöntése. Élet és Irodalom 1978/47: 10.
- Gyermekkor, lámpafényben. [Önéletrajzi adalékokkal.] A Magyar Izraeliták Országos Képviseletének Évkönyve 1977–78: 435–9.
- Vihar Béla: Zsidók a magyar tájban. Múlt és Jövő 1990/2: 89–93.
- Ismertetések (gyakran csak névbetűkkel)
- Pap Károly: Zsidó sebek és bűnök. Egyenlőség 1935/29 [07.20]: 7.
- Pap Károly: Megszabadítottál a haláltól. Nagyvilág 1948/4: 5.
- Gergely Sándor: Vitézek és hősök. Színmű három felvonásban. Bemutató: Belvárosi Színház, 1948. márc. 30. Új Élet 1948/15: 5–6.
- Forradalom előtt. Budapesti tollrajzok és életképek Petőfi korából. Új Élet 1948/19: 14.
- Murányi-Kovács Endre: Gilbert kapitány. Regény. A Könyvtáros 1954/6.
- Hajnal Anna: Utószó az ifjúsághoz. Versek. A Könyvtáros 1954/10: 60.
- Vészi Endre: A küldetés. Regény. A Könyvtáros 1954/11: 42.
- Devecseri Gábor: Jövendő tükre. Versek. Irodalmi Tájékoztató. 1955: 3–4.
- Madarász Emil: Ötven év. Irodalmi Tájékoztató 1955: 21.
- Simon István: Nem elég. Irodalmi Tájékoztató 1955: 51.
- Déry Tibor: Két emlék. Irodalmi Tájékoztató 1955: 71.
- József Jolán: József Attila élete. 4. kiadás. Irodalmi Tájékoztató. 1955: 100.
- Reményi Béla: Levél a fán. Irodalmi Tájékoztató 1955: 101.
- Csorba Győző: Ocsúdó évek. Irodalmi Tájékoztató 1955: 115.
- Madarász Emil: Tegnap és tegnapelőtt. Két poéma. Irodalmi Tájékoztató. 1955: 115.
- Képes Géza: Napkelte Mongóliában. Verses útinapló. Irodalmi Tájékoztató. 1955: 132.
- Devecseri Gábor: Három hét – egy esztendő Irodalmi Tájékoztató 1955: 152–3.
- Kamjén István: Szakad a part. Elbeszélések. Irodalmi Tájékoztató. 1955: 154.
- László Ibolya: A vándorlás dicsérete. Irodalmi Tájékoztató 1955: 165.
- A hollókirály és más mesék. Népmesegyűjtemény. Irodalmi Tájékoztató. 1955: 187.
- Simon István: Nem elég. Művelt Nép 1955/9 [02.27]: 6.
- Palotai Boris: Ünnepi vacsora. Regény. Népszava 1955/131 [06.05]: 4.
- Murányi Kovács Endre: Garibaldi dobosa. Ifjúsági regény. Népszava 1955/245 [10.18]: 2.
- Simon István: Nem elég. Versek. Irodalmi Tájékoztató. 1955: 51.
- A három pillangó. Óvodások meséskönyve. A Könyvtáros 1956: 74.
- Györe Imre: Fény. Versek. A Könyvtáros 1956: 151. Könyvbarát 1956/2: 41.
- Kalász Márton: Hajnali szekerek. Versek. A Könyvtáros 1956: 152. Könyvbarát 1956/2: 42.
- Váci Mihály: Ereszalja. Versek. A Könyvtáros 1956: 228.
- Jankovich Ferenc: A fény virágai. Versek. A Könyvtáros 1956: 386–7. Könyvbarát 1956/5: 36–7.
- Keszthelyi Zoltán: Ki versben őriz. Régi és új versek. A Könyvtáros 1956: 387. Könyvbarát 1956/5: 37.
- Darázs Endre: Erőd utca. Versek. A Könyvtáros 1956: 464. Könyvbarát 1956/6: 34.
- Hajnal Anna: Madáretető. Versek. A Könyvtáros 1956: 472.
- Tarka madár. Magyar költők versei gyermekeknek. A Könyvtáros 1956: 552.
- Képes Géza: Só és bors. Epigrammák. A Könyvtáros 1956: 624. Könyvbarát 1956/8: 34.
- Csanádi Imre: Erdei vadak, égi madarak. Versek. A Könyvtáros 1956: 625. Könyvbarát 1956/8: 35.
- Tompa László: Régebbi és újabb versek. A Könyvtáros 1956: 704. Könyvbarát 1956/9: 35.
- Zelk Zoltán: Alkonyati halászat. Versek. A Könyvtáros 1956: 704–5. Könyvbarát 1956/9: 35–6.
- Szécsi Margit: Angyalok strandja. Versek. A Könyvtáros 1956: 785.
- Csepeli Szabó Béla: Út a messzeségbe. Versek. A Könyvtáros 1956: 778.
- Balázs Anna: Vadmadár. Elbeszélések. Népszava 1956/56 [03.06]: 4.
- Molnár Géza: A szerelmes kisinas. Elbeszélések. Népszava 1956/143 [06.19]: 2.
- Gulyás Pál: Válogatott versei. A Könyvtáros 1957: 65–6. Könyvbarát 1957/1: 33–4.
- Vas István: A teremtett világ. Válogatott versek. A Könyvtáros 1957: 66–7. Könyvbarát 1957/1: 34.
- Berda József: Ostor és olajág. Versek. A Könyvtáros 1957: 68. Könyvbarát 1957/1: 36.
- Nagy László: A vasárnap gyönyöre. Versek. A Könyvtáros 1957: 117–8. Könyvbarát 1957/2: 5–6.
- Peterdi Andor: Üzenet. Válogatott versek. A Könyvtáros 1957: 230. Könyvbarát 1957/3: 38.
- Rákos Sándor: A tűz udvarában. Versek. A Könyvtáros 1957: 312. Könyvbarát 1957/4: 40.
- Kálnoky László: Lázas csillagon. Válogatott versek. A Könyvtáros 1957: 485. Könyvbarát 1957/6: 53.
- Nemes Nagy Ágnes: Szárazvillám. Versek és műfordítások. A Könyvtáros 1957: 486. Könyvbarát 1957/6: 54.
- Károlyi Amy: Holdistennő. Versek. A Könyvtáros 1957: 486–7. Könyvbarát 1957/6: 54–5.
- Nádass József: Emberi szó. A Könyvtáros 1958: 67–8. Könyvbarát 1958: 35–6.
- Győry Dezső: Zengő Dunatáj. Válogatott versek. A Könyvtáros 1958: 145–6. Könyvbarát 1958: 81–2.
- Balázs Béla: Az én utam. Versek. A Könyvtáros 1958: 548. Könyvbarát 1958: 324.
- Füst Milán: Összes versei. A Könyvtáros 1958: 787–8. Könyvbarát 1958: 467–8.
- Györe Imre: Zuhogj csak, ár. A Könyvtáros 1958: 949–50. Könyvbarát 1958: 565–6. [(-r-l) álnéven.]
- Nagy László: Deres majális. Versek. Népművelés 1958/10: 29.
- Lukács László: Leejtett furulya. Összegyűjtött versek, műfordítások és válogatott prózai írások. A Könyvtáros 1959: 947. Könyvbarát 1959: 563.
- Békés István: Petőfi nyomában. Irodalmi képeskönyv. Élet és Tudomány 1960: 970.
- Komjáthy Győző: Áll a tenger. Versek. A Könyvtáros 1960: 66. Könyvbarát 1960/1: 610.
- Mátyás Ferenc: Kegyetlen idill. Versek. A Könyvtáros 1960: 386–7. Könyvbarát 1960/5: 226–7.
- Vas István: Rapszódia egy őszi kertben. Versek és útijegyzetek. A Könyvtáros 1960: 708. Könyvbarát 1960: 420.
- Komlós Aladár: A líra műhelyében. Élet és Tudomány 1961: 1094.
- Nemes György: Júliusi utazás. A Könyvtáros 1962: 53.
- Füsi József: Búcsúzom, Garibaldi. Regény. A Könyvtáros 1962: 111–2.
- Szalatnai Rezső: Juhász Gyula hatszáz napja. A Könyvtáros 1962: 499–500.
- A fölösleges ördög. Század végi magyar humoros dekameron. Ország-Világ 1962/43.
- Tiszta szigorúság. Fiatal költők antológiája. Új Élet 1963/12.
- Somlyó Zoltán: Válogatott versei. A Könyvtáros 1963: 45.
- Szőlőszem királyfi. Mesék. A Könyvtáros 1963: 113–4.
- László Zsigmond: A rím varázsa. Élet és Irodalom 1972/20: 10.
- Devecseri Gábor: Beszakad az idő. Válogatott versek. Élet és Irodalom 1973/1: 11.
- Gergely Ágnes: A tolmács. Regény. Élet és Irodalom 1973/28: 11.
- László Anna: Gyász tarkában. Novellák. Héphaisztosz szól önökhöz. Regény. Élet és Irodalom 1973/39: 10.
- Mata János: Megnőttem. Válogatott versek. Élet és Irodalom 1975/7: 10.
- Róla szóló irodalom
- Kardos László: Új zsidó könyvek. [Vihar Béláról is.] Ararát Évkönyv 1943: 147–55.
- Szilágyi Géza: Könyvekről és könyvekből. [Vihar Béla és Munkácsi Ernő munkásságáról.] Új Élet 1947/14: 15.
- Komlós János: Két költő. Népművelés 1958/8.
- Weöres Sándor: Vihar Bélának A szerelem születése verskötetre. [Vers.] Tájékoztató a megjelenő könyvekről 1958/6.
- Tersánszky Józsi Jenő: Egy könyvbírálat margójára. Jelenkor 1963: 93.
- Lengyel István: Az irodalom éltető eleme a humanizmus. Vihar Béla az író feladatairól. Új Élet 1964/20 [10.15]: 5.
- Gyertyán Ervin: Vihar Béla József Attila-díjas. Élet és Irodalom 1966/14: 4.
- Csukly László: Vihar Béla költészetéről. Palócföld 1966/1: 122–6.
- Devecseri Gábor: Vihar Béla hatvanéves. Élet és Irodalom 1968/20: 6.
- Scheiber Sándor: Káin magyar irodalmi feldolgozása. [A XX. századi magyar irodalomban: Kosztolányi Dezső, Vihar Béla, Gerelyes Endre és mások.] Új Élet 1968/3: 2.
- Paku Imre: Teljesült végzetek költője: Vihar Béla. Látóhatár 1969: 724–32.
- Alföldy Jenő: Az Élet és Irodalom látogatóban Vihar Bélánál. Élet és Irodalom 1970/11: 16.
- Antal Gábor: A szegényemberek chagalli összeborulásáról – vall Vihar Béla. [Kígyóének című kötete megjelenése alkalmából.] Új Élet 1970/22: 5.
- Alföldy Jenő: Beszélgetés Vihar Bélával. In Lengyel Péter (szerk.): Látogatóban. Kortárs magyar írók vallomásai. Új gyűjtemény. [Az Élet és Irodalomban megjelent interjúk gyűjteménye.] Gondolat, Budapest, 1971: 128–34.
- Sárosi Anna: „Változatok a szülőföldre.” Vihar Béla és Szécsény… Irodalmi Emlékek Nyomában Nógrád Megyében 5 [1971]: 4–26.
- Bata Imre: Vihar Béla költészete. [Kígyóének című kötete kapcsán.] Napjaink 1974/8: 8.
- Csukly László: Megyénk vendége volt: Vihar Béla. Dolgozók Lapja [Komárom megye] 1977.05.31: 4.
- Havas Ervin: Az ember útja szüntelen küzdelem. Beszélgetés Vihar Bélával. Népszabadság 1978.09.17: 11.
- Bella István: [A hetvenéves Vihar Béla köszöntése.] Élet és Irodalom 1978/20: 10.
- Pomogáts Béla: [A hetvenéves Vihar Béla köszöntése.] Kortárs 1978/5: 832. Népszabadság 1978.05.23: 7. Palócföld 1978/5: 13. Új Élet 1978/11: 3.
- Antal Gábor: [Nekrológ.] Magyar Nemzet 1978.11.26: 10. [(a.) álnéven.]
- Bella István: [Nekrológ.] Élet és Irodalom 1978/48: 7.
- Gergely Ágnes: [Nekrológ.] Élet és Tudomány 1978/51: 1621. Magyar Hírlap 1978.11.26: 13. Népszabadság 1978.11.26: 21. Pest Megyei Hírlap 1978.11.26: 4. Új Élet 1978/23: 5.
- (–l–): [Nekrológ.] Kritika 1979/1: 29. Palócföld 1979/2: 20.
- László Zsigmond: [Nekrológ.] Új Élet 1979/7: 7.
- László Zsigmond: Vihar Bélára emlékezem. A Magyar Izraeliták Országos Képviseletének Évkönyve 1979–80: 248–50.
- Somlyó György: Egy szó – négy feleletről. Vihar Béláról. [1965.] In uő: Szerelőszőnyeg. Budapest, 1980: 348–9.
- Zsadányi [Oszkár]: A költő, aki átlépte a kaput. Új Élet 1980/12: 7.
- Csató Ödön: [Hetvenöt éve született Vihar Béla.] Új Élet 1983/11: 5.
- Garai Aladár: [Hetvenöt éve született Vihar Béla.] Új Élet 1983/14: 7. Új Tükör 1983/22: 43.
- Németh S. Katalin: „Kései termő fa.” Vihar Béla költészetéről. Kortárs 1983/2: 300-8.
- Gergely Ágnes: Vihar Béla alkonyórái. Élet és Irodalom 1985/25: 14.
- Kardos László: Három verseskötet. [A szerelem születése című kötetről.] In uő: Száz kritika. Budapest, 1987: 246–8.
- Antal Gábor: [Nyolcvan éve született Vihar Béla.] Magyar Nemzet 1988.05.22: 8. [(a. g.) álnéven.]
- László Gyula: [Nyolcvan éve született Vihar Béla.] Népszabadság 1988.05.24: 7.
- Lukácsy András: [Nyolcvan éve született Vihar Béla.] Magyar Hírlap 1988.05.24: 11. [L. A. álnéven.]
- Alföldy Jenő: Költői érvek – az életért. [Vihar Béla Zsidók a magyar tájban című művéről. – Szövegközlése uo.: 89–93.] Múlt és Jövő 1990/2: 88.

## Róla szóló irodalom
- "Eljegyeztem magam a világgal és az igazsággal" Vihar Béla (1908-2008). Nánási Füzetek 18. (szerk. Rigó Tamásné). Hajdúnánás Városi Önkormányzatának kiadványa, Hajdúnánás, 2008. 121. l.
- Vihar Judit: "Hagyjatok magamra, hogy együtt legyek az egész világgal". Vihar Béla életéről és költészetéről a költő 100. születésnapja alkalmából. Helytörténeti Füzetek 2008. 3. szám. Ipolyi Arnold Városi Könyvtár és Helytörténeti Gyűjtemény, Törökszentmiklós, 2008.205. l.
- Németh Erzsébet: Írók, költők Erzsébetvárosban. Helytörténeti Irodalmi Arcképcsarnok. Alterra Svájci-magyar Kiadó Kft., Bp. 2009. 216-219. l.
- Gergely Ágnes: Oklahoma ezüstje. Portrék. Európa Könyvkiadó, Bp. 2015. 48-54. l.